# Stanisław Szuro
Stanisław Szuro, ps. „Zamorski” (ur. 19 października 1920 w Krakowie, zm. 17 listopada 2020 tamże) – major Wojska Polskiego, historyk, więzień obozów hitlerowskich i komunistycznych.

## Życiorys

### II wojna światowa
Po zdaniu matury był junakiem. W momencie wybuchu wojny jego batalion stacjonował w Augustowie, niedaleko granicy z III Rzeszą. Uczestniczył w kampanii wrześniowej. Został internowany przez władze litewskie w obozie w Birsztanach.
Po powrocie do Krakowa wstąpił w szeregi ZWZ i AK. Aresztowany przez Niemców trafił do więzienia Montelupich w Krakowie. W październiku 1942 roku przewieziono go do obozu w Pustkowie, gdzie przebywał do likwidacji obozu. W czerwcu 1944 roku wyjechał stamtąd do obozu w Sachsenhausen-Oranienburg. Pracował tam w komandzie murarzy. W styczniu 1945 roku osadzono go w obozie Bergen-Belsen. Do Polski powrócił w czerwcu 1945 roku.

### Okres stalinowski
27 listopada 1946 roku został zatrzymany i oskarżony o udział w związku Liga Walki z Bolszewizmem wraz z innymi osobami, z których 9 potem zostało skazanych na śmierć. Byli to studenci krakowskich uczelni, przedstawiani przez ówczesną prasę jako członkowie rabunkowej bandy NSZ. Liga Walki z Bolszewizmem działająca w latach od początku 1946 do marca 1947 w Krakowie i powiecie chrzanowskim, powiązana z Narodową Organizacją Wojskową i Stronnictwem Narodowym była rozpracowywana przez WUSW w Krakowie do 1985 roku.
3 lutego 1947 roku brał udział w procesie w Wojskowym Sądzie Rejonowym w Krakowie. Rozprawie przewodniczył ppłk Julian Polan-Haraschin. Stanisław Szuro został wówczas oskarżony i uznany winnym usiłowania konfiskaty broni dwóm członkom PPR, pieniędzy ze spółdzielni „Hurt Mięsa”, składu cukru „Lasek”; konfiskaty pieniędzy z Państwowej Fabryki Cykorii Francka, spółdzielni kredytowej „Oszczędność”, Państwowych kamieniołomów i Wapienników „Liban”; konfiskaty 2 pistoletów „Nagan” członkowi PPR z Zalasia. Został uznany winnym pobicia dwóch funkcjonariuszy UB, zamiaru dokonania zamachu na funkcjonariusza UB, udzielenia pomocy w likwidacji członka PPR, usiłowania konfiskaty pieniędzy, złota i kosztowności lekarzowi, przechowywania pistoletu P38.
Skazany został na karę śmierci, którą 17 marca 1947 roku na mocy amnestii z 22 lutego 1947 roku, złagodzono do 15 lat. Przebywał w więzieniach w Rawiczu i we Wronkach (od 20 czerwca 1947 roku do 22 sierpnia 1955). 19 maja 1956 roku darowano mu karę utraty praw honorowych i utraty mienia. 13 lipca 1956 roku Sąd Wojewódzki w Krakowie w ramach odwilży zwolnił go z odbywania reszty kary. Został zwolniony z więzienia trzy dni później.

### Po 1956 r.
Stanisław Szuro po wyjściu z więzienia ukończył studia historyczne na Uniwersytecie Jagiellońskim. Pracował w bursach akademickich i szkołach średnich, m.in. w Liceum Ogólnokształcącym Zakonu Pijarów im. Stanisława Konarskiego w Krakowie, Niższym Seminarium Duchownym Ojców Franciszkanów w Wieliczce. 22 lutego 1994 roku został zrehabilitowany. Był prezesem Oddziału Krakowskiego Związku Więźniów Politycznych Okresu Stalinowskiego. Odznaczony Krzyżem Oficerskim Orderu Odrodzenia Polski w 2008.
Pod koniec życia uczestniczył w spotkaniach w instytucjach kultury i nauki Krakowa i Wieliczki. Wygłaszał na nich prelekcje na różne tematy historyczne w większości dotyczące polskich konfliktów zbrojnych w XIX i XX wieku. Często był zapraszany przez Muzeum Armii Krajowej w Krakowie. Jego wykłady cieszyły się popularnością na serwisie YouTube. Łącznie jego filmy wyświetlono ponad 51 tysięcy razy.
Został członkiem Kapituły Honorowej Nagrody im. Danuty Siedzikówny „Inki”. W 2015 został laureatem nagrody honorowej „Świadek Historii” przyznanej przez Instytut Pamięci Narodowej.
Minister obrony narodowej Antoni Macierewicz decyzją nr 2638 z 2 sierpnia 2017 mianował kapitana niepodlegającego obowiązkowi służby wojskowej Stanisława Szuro s. Jana na stopień majora.
W 2018 roku wydał, wraz z synem Janem, wspomnienia biograficzne zatytułowane „I tak będę żył”.
Zmarł 17 listopada 2020 w miesiąc po 100. urodzinach. 2 grudnia został pochowany w grobie rodzinnym na cmentarzu Rakowickim w Krakowie (kwatera SDELTA, rząd wschodni, miejsce 2). 
Pośmiertnie został awansowany do stopnia podpułkownika.

## Nagrody i odznaczenia
- Krzyż Oficerski Orderu Odrodzenia Polski (2008)[2]
- Brązowy Krzyż Zasługi
- Krzyż Oświęcimski
- Krzyż Armii Krajowej
- Złoty Medal „Za zasługi dla obronności kraju”
- Medal Pro Patria
- Medal Pro Memoria
- Nagrody honorowa „Świadek Historii” przyznanawana przez Instytut Pamięci Narodowej (2015)[4]
- Medal „Pro Bono Poloniae” (2020)[11]